# John Langdon-Down
Pour les articles homonymes, voir Langdon.
John Langdon-Down, né le 18 novembre 1828 à Torpoint (Cornouailles) et mort le 7 octobre 1896 à Teddington, est un médecin britannique, fondateur d'une institution pour enfants handicapés. Il est connu pour sa description d'une condition qu'il appelle « mongolisme », désormais appelée syndrome de Down ou trisomie 21.

## Biographie

### Jeunesse et formation
Élevé dans la religion de sa famille, l'église congrégationaliste, il est le plus jeune de six enfants. Son père boutiquier, qui est porté sur la boisson, connait trois faillites successives après avoir été épicier, commerçant en lin, puis apothicaire. À l'âge de 14 ans, son père le retire de l'école pour l'employer dans la boutique familiale durant quatre ans.
À 18 ans, il se rend à Londres pour devenir assistant d'un chirurgien dans une clinique privée. En 1847, il travaille au laboratoire de la Société Pharmaceutique où il concentre ses études et sa formation sur la chimie organique. Il se révèle comme un brillant étudiant, mais il n'envisage pas une carrière de pharmacien. Toutefois il revient à la boutique paternelle pour l'aider à produire des médicaments, sauvant la situation financière de sa famille.
En 1849, il devient assistant de laboratoire en étant en relation avec Michael Faraday, le célèbre chimiste physicien.
En 1853, à l'âge de 25 ans, à la mort de son père, il entre à l'École de Médecine de l'hôpital royal de Londres où il excelle : médaille d'or de physiologie en 1858, élection au Collège royal de chirurgie et docteur en médecine en 1859,. 

### Carrière

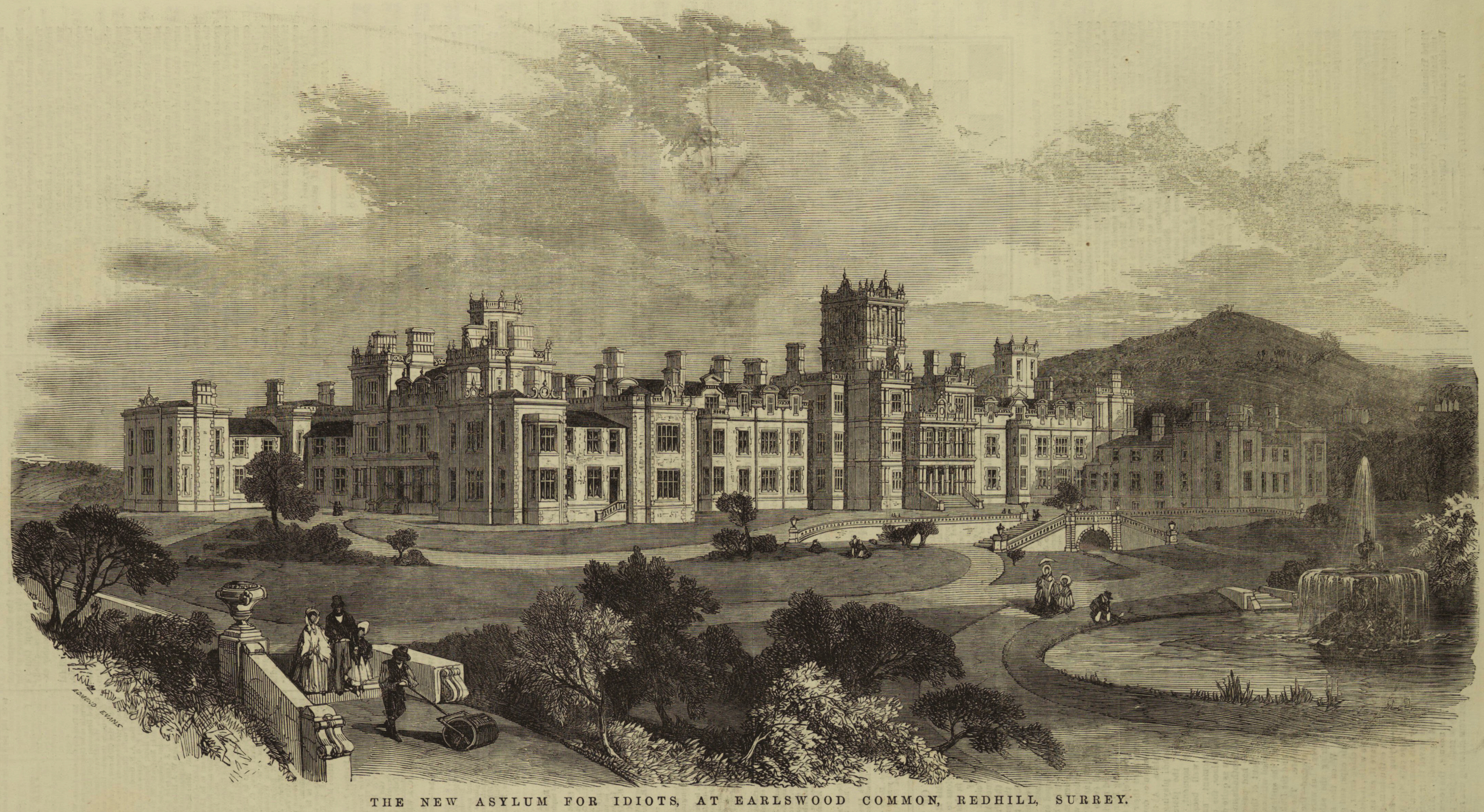
Le Royal Earlswood Hospital vers 1854, gravure de Edmund Evans (1826-1905).

Il se marie en 1860, et il commence à travailler comme médecin accoucheur résident dans un poste hospitalier où il est mal payé. Il accepte donc un autre poste simultané en devenant aussi superintendant médical au Royal Earlswood Hospital (en) ou Royal Earlswood Asylum for Idiots dans le Surrey.
Cette institution pour aliénés est dirigée par John Conolly (1794-1866) qui souhaite introduire des méthodes nouvelles de soins en procurant une bonne nutrition tout en interdisant les punitions physiques. Sous la direction de Conolly, Down participe à ces transformations en s'inspirant aussi du « traitement moral » d'Édouard Séguin (1812-1880). 
En 1868, après la mort de Conolly, Down donne sa démission à la suite de mauvaises relations avec les nouveaux administrateurs de l'institution qui refusent de financer ses projets. Il modifie son nom complet de naissance John Langdon Haydon Down en se faisant appeler couramment John Langdon-Down. 
La même année, il crée sa propre institution près de Londres (Teddington)  la Normansfield House où il interdit de fumer, en apportant une grande attention à l'hygiène personnelle et à l'éducation physique des résidents (orthophonie et entrainement des muscles faciaux). 

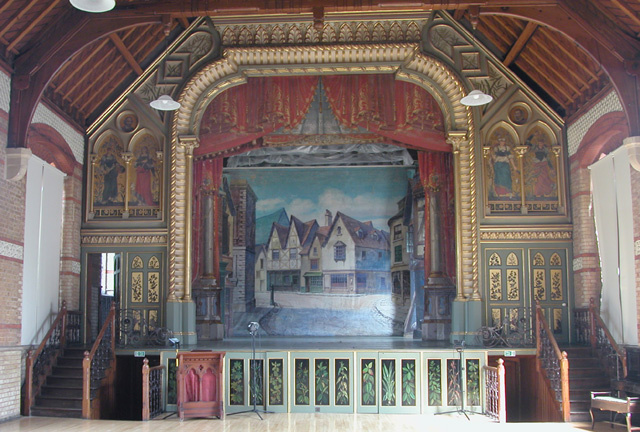
La scène du Normansfield Theatre, restaurée dans sa configuration victorienne d'origine.

La Normansfield House se dote d'un théâtre et d'ateliers-boutiques dont les activités sont à visée thérapeutique : exercices physiques, stimulations sensorielles, activités sociales. Down insiste sur l'importance d'un régime diététique. Son établissement est surtout orienté vers les enfants handicapés des classes supérieures, mais il est partisan d'une aide pour les plus démunis. Son institution comptait à ses débuts 19 enfants en 1868, elle acquiert une réputation internationale d'excellence, avec 160 enfants en 1896,.
En 1887, il publie un ouvrage sur l'ensemble de ses travaux Mental afflictions of childhood and youth, Londres, et il donne plusieurs conférences à la Medical Society of London (en).
Ses contemporains le jugent comme bel homme charmant et généreux, aux idées libérales. Il est favorable à l'accès des femmes aux études supérieures, contrairement à la croyance populaire que les femmes trop instruites donnaient des enfants débiles, il soutient financièrement le mouvement des suffragettes.
Il meurt subitement en 1896, à l'âge de 67 ans. Ses funérailles sont suivies par une grande foule silencieuse l'honorant comme un éminent philanthrope. Son corps est incinéré et ses cendres sont conservées jusqu'à la mort de son épouse, où leurs cendres mêlées sont dispersées.

## Travaux

### Syndrome de Down
À l'asile d'Earlswood, Down se donne pour tâche de classer ses jeunes patients selon leur apparence. Il se réfère alors à la théorie de la « dégénération » de l'anthropologue allemand Johann Friedrich  Blumenbach (1752-1840), partisan d'un monogénisme selon lequel l'humanité forme une unité dont les races de couleur sont des altérations par influences climatiques. À cette époque, la classification de Blumenbach était populaire, il répartissait les races humaines en 5 types : Aztèque, Caucasien, Éthiopien, Malaisien et Mongolien.
Down commence ses recherches en mesurant les diamètres du crâne et en observant les traits du visage. Il procède aussi par documents photographiques, près de 200 photographies de patients sont encore conservées au début du XXIe siècle, c'est la plus grande collection de photos médicales de l'époque victorienne,. 
En 1866, il publie une description d'un type particulier d'idiots, un « type mongolien » ou mongolisme, renommé un siècle plus tard  syndrome de Down ou trisomie 21. Cette classification ethnique fait souvent l'objet d'un contre-sens en étant présentée comme « racialiste », alors que dans l'esprit de Down, les différences raciales ne sont pas spécifiques, la race n'est pas une réalité fixe, puisque des idiots blancs peuvent avoir des traits non-blancs. Pour Down, cela va dans le sens de l'unité de l'espèce humaine. Down utilise cet argument pour réfuter les partisans de l'esclavage aux États-Unis,.
Sa « classification ethnique des idiots » n'a jamais été largement acceptée dans la communauté scientifique, et lui-même l'a finalement abandonnée, mais sa description d'une catégorie particulière (mongolien, mongoloïde, ou atteint de mongolisme) est restée sous les termes syndrome de Down ou trisomie 21.

### Autres

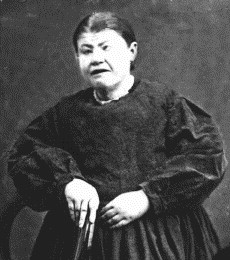
Patiente photographiée par J.L Down en 1865, c'est la première photographie d'un syndrome de Prader Willi très probable.

En 1887, dans ses conférences publiées dans le British Medical Journal  dans le cadre des « Lettsomian lectures », Down décrit de nombreuses affections. Par exemple, celles qui, depuis, sont appelées : dystrophie musculaire ou myopathie, syndrome d'Asperger, syndrome de Prader-Willi, alcoolisme fœtal, hypothyroïdie, agénésie du corps calleux, microcéphalie, plagiocéphalie, etc.,.

## Postérité
L'institution fondée par Langdon-Down en 1868, la Normansfield House a été gérée par ses descendants jusqu'à son intégration, en 1952, dans le service public britannique, le National Health Service  sous le nom de Normansfield Hospital (en) fermé en 1997.
Quant au Normansfield Theatre, il est devenu le Langdon Down Center, un lieu de mémoire et un centre culturel abritant le siège d'associations telles que l'association Down Syndrome International et un musée, le Langdon Down Museum of Learning Disability.

## Publications
Malgré l'ampleur de ses travaux, Langdon Down a peu publié :
- J. Langdon H. Down, « Observations on an Ethnic Classification of Idiots », London Hospital Reports, 3:259-262, 1866, no 3,‎ 1866, p. 259-262. (lire en ligne)
- J. Langdon-Down, On the education and training of the feeble in mind, London : H.K. Lewis, 1876 (lire en ligne).
- J. Langdon Down, « Lettsomian Lectures On Some Of The Mental Affections Of Childhood And Youth », The British Medical Journal, vol. 1, no 1360,‎ 1887, p. 149–151 (ISSN 0007-1447, lire en ligne, consulté le 16 avril 2022).
- J. Langdon Down, « Lettsomian Lectures On Some Of The Mental Affections Of Childhood And Youth », The British Medical Journal, vol. 1, no 1362,‎ 1887, p. 256–259 (ISSN 0007-1447, lire en ligne, consulté le 16 avril 2022).
- Down John Langdon, Mental afflictions of childhood and youth, Londres, J & A Churchill, 1887.